# انجمن برادری سارمونگ
گفته شده که انجمن برادری سارمونگ انجمن برادری صوفیان رازورمزگرا بوده که در آسیا پایگاه داشته است. هستی این انجمن در نوشته‌های جورج ایوانویچ گورجیف، آموزگار یونانی ارمنی معنویت از تاریکی درآمد و پرآوازه گشت. برخی از مایه‌های مربوط به صوفیان امروز هم ادعا می‌کنند که با این گروه تماس داشته‌اند، هر چند نخستین و قدیمی‌ترین مایه خود گورجیف است که پژوهندگانی را به آنجا رسانده که نتیجه بگیرند این گروه تنها ابزاری ساختگی برای آموزش بوده است. انجمن برادری سارمونگ، انجمنی که جورج ایوانویچ گورجیف یا به‌طور مختصر تر گئورگ گورجیف، عارف ارمنی که آموزه اش را «مسیحیت راز و رمزگرا» توصیف می‌کرد به همراه ادریس شاه، عالم هندی که کتاب‌های زیادی در خصوص جمله روان‌شناسی و معنویت در قالب سفرنامه‌ها و مقالات فرهنگی نوشته بود مدعی بود که انجمن برادری سارمونگ نقش یک انجمن زیرزمینی در قالب سحر و جادو را دارد که علوم و دانش‌های مخفی را به غرب منتقل کرده است طبق مطالعات تاریخ تأسیس این انجمن ۲۵۰۰ سال قبل از میلاد مسیح بوده است و سرچشمهٔ آن در تمدن بابل بوده است بسیاری از دانشمندان و تاریخ شناسان معاصر ریشهٔ این انجمن را به طریقت نقشبندیه نسبت می‌دهند که شاخه ای منشعب از سلسله خواجگان است که اصل آن به عارف و عالم ایرانی خواجه یوسف همدانی بازمی‌گردد شاید به همین دلیل باشد که امروزه هم افرادی مدعی وجود مخفی این انجمن و فعالیت‌های مخفی آن‌ها در این سرزمین هستند

## نام
واژهٔ سارمونگ گویش ارمنی اصطلاح فارسی «سَرمَن» را به کار می‌برد که یا به معنای «کسی است که آموزهٔ زردشت را نگهداری می‌کند» یا «زنبور» است.
در بارهٔ معنای آن، جان جی. بِنِت، شاگرد و دستیار جورج ایوانویچ گورجیف عارف می‌نویسد:
«این واژه را می‌توان از سه راه تعبیر کرد. نخست به معنای زنبور که همیشه نماد کسانی بوده که» عسل «خردمندی و فرزانگی سنتی را گردآوری و برای نسلهای بعدی نگاه می‌داشته. مجموعه‌ای از افسانه‌های شناخته شده در محافل ارمنی و سوریه‌ای با نام زنبورها به دست مار سالامون، رئیس دیری نسطوری در سدهٔ سیزدهم میلادی ازنو نوشته شد. زنبورها اشاره به قدرت رازآمیزی دارد که از زمان زردشت انتقال یافته و در زمان مسیح تجلی یافت… مردم (آدم) به فارسی کیفیتی است که از راه وراثت انتقال می‌یابد و در نتیجه خانواده یا نژادی متمایز است. می‌تواند خزانهٔ دارایی یا سنت باشد. واژهٔ سر هم به معنای سر و هم رئیس هست. ترکیب» سرمن «بنابراین به معنای خزانهٔ اصلی سنت است.» با این حال این هم ممکن است که به معنای «کسانی باشد که سرشان پالوده شده است» به گفته‌ای دیگر به روشن‌شدگی رسیده‌اند.

## روایت گورجیف
جورج گورجیف در سفرهای پیش از ۱۹۱۲ (۱۲۹۱) خود به جنوب غربی آسیا و آسیای مرکزی به جستجوی این انجمن برادری می‌پردازد. گورجیف می‌گوید که گفته می‌شد این انجمن تا سدهٔ ششم یا هفتم میلادی در جایی در میان‌دوآب (بین‌النهرین) هستی داشته است. در برخوردهای بعدی خود گورجیف نوشت: «اما در بارهٔ هستی بعدی آن کمترین نشانی در هیچ‌کجا نمی‌شد یافت.»
تجربه‌های گورجیف در این سفرها و روایت سرسری رابطهٔ تا حدی رازآمیزش را با انجمن برادری سارمونگ می‌توان در زندگینامه‌ای که خود به نام ملاقات با مردمان برجسته نوشته، یافت. تلاشهایش برای به وجود آوردن پیوند میان این انجمن، سومر باستان و حتی مصر پیش از شن تلاشی کنجکاوی‌برانگیز برای دست‌یافتن به دانش رازورمزگرایی بوده که از عهد عتیق انتقال داده شده بود.

## روایت‌های معاصر
در مطالعاتی در دین تطبیقی (وینتر ۱۹۷۴)، گفته می‌شود که بنا به کتاب ارمنی مرخَوَت، انجمن برادری سارمونگ که به آن با نام «محفل درونی مردمیت» هم اشاره شده است، حدود ۲۵۰۰ سال پیش از میلاد، در بابل باستان سرچشمه گرفت (۶)، کمابیش در زمانی که مصریان هرم بزرگ گیزا را ساختند. بنیاد آسپنسکی می‌گوید که این انجمن برادری در دوران زرین بابل همورابی (۱۷۲۸–۱۶۸۶ پ. م) فعال بود و با زردشت، آموزگار فیثاغورث (متولد حدود ۵۸۰–۵۷۲ پ.م. درگذشت در حدود ۵۰۰–۴۹۰ پ. م) پیوند دارد. بنا به این بنیاد، فیثاغورث به مدت دوازده سال در بابل ماند.
در استادان فرزانگیِ جی.جی. بنت آمده است که سرمن پیش از ورود پادشاه یونانی مقدونیه، اسکندر بزرگ (که از ۳۳۶–۳۲۳ پ.م. پادشاهی کرد) بابل را ترک کرد، به کنارهٔ رود دجله رفت و پایگاه‌های خود را در پایتخت متروک پادشاهان آشوری، نزدیک موسول امروز در شمال عراق ساخت.
شاه کوماژن، آنتیخوس اول و تئوس اپیفانس (۸۶–۳۸ پ. م، فرمانروایی از ۷۰–۳۸ پ. م) از قرار با این انجمن پیوند داشت و شاید حتی (چنان‌که آدرین گیلبرت می‌گوید) رهبرش بوده باشد.
در گورجیف در سنت نور (۲۰۰۲)، ویتال پری نوشته که گورجیف بر این باور بود که فرقه‌های صوفیان شمالی به خوبی می‌توانستند زیر رهبری خواجگان ـ استادان فرزانگی ـ باشند که از سوی «محفل درونی» سرمن، «مجمع قدیسان زندهٔ زمین» به میان مردمان فرستاده می‌شدند.
بنا به روایت انجمن برادری سارمون (۱۹۶۶؛ ۱۹۸۲) نوشتهٔ سرگرد دسموند مارتین، مرکز اصلی انجمن برادری سارمون امروز در کوه‌های هندوکش شمال افعانستان بود. سرگرد مارتین، همدم نویسنده و آموزگار صوفی، ادریس شاه بود.
در این روایت، گفته می‌شود یکی از شعارهای سارمون‌ها این بود: «کار جوهر شیرین تولید می‌کند (عمل ذاتی شیرین می‌سازد)، کار نه تنها کار برای خدا و دیگران، بلکه برای خود. در رابطه با آن، گفته می‌شود که درست همان‌طور که زنبور عسل انباشته می‌کند، سارمون‌ها چیزی را که خود» دانش راستین" می‌نامند، انباشت، ذخیره و نگهداری می‌کنند (که به همان اندازه به عنوان کالایی مثبت هستی دارد و با موهبت یا انرژی معنوی برکت ارتباط دارد).
در زمانهای نیاز، این یک بار دیگر از راه فرستاده‌هایی که آموزش ویژه دیده‌اند به دنیا فرستاده می‌شود.
ادوارد کمپبل (با نام نویسندگی ارنست اسکات) یکی دیگر از همدم‌های ادریس شاه، در کتابش به نام مردمان راز می‌گوید که در معبد معاصر سارمون در افغانستان، مطالعاتی در زمینهٔ درک‌ودریافت فراحسی پیش برده می‌شود.

## شک‌گرایی
مارک سیدگویک، هماهنگ‌کنندهٔ واحد مطالعات عرب و اسلامی دانشگاه آرهوس می‌نویسد: هر چند چند شارح گورجیف بسیار روشن سخن می‌گویند، اما به نظر من می‌رسد که سارمونگ به کلی خیالپردازانه است. هیچ طریقت صوفی با این نام شناخته شده نیست و در واقع «سارمونگ» نمونهٔ نامهای خیالپردازانهٔ گورجیفی است. برای هر کسی که چیزی در بارهٔ صوفی‌گرایی می‌داند، بی‌درنگ روشن می‌شود که هیچ چیزی که کم‌ترین نشانی از صوفیان داشته باشد در فرقهٔ سارمونگ که گورجیف توصیف کرده نیست.
می‌توان پنداشت که «انجمن برادری سارمونگ» هیچ نهاد رسمی نباشد، بلکه نامی باشد که گورجیف به عنوان استعاره برای سنت‌های مهمی به کار می‌گرفته که از گذشته انتقال یافته و او در سفرهایش پیدا کرده و از این راه مشروعیت و لنگری تاریخی برای آموزه‌هایش در اختیار گذاشته است.